# Domninos din Larissa
Domninos din Larissa (n. 420 d.Hr., Larisa in Syria⁠(d), Imperiul Roman de Răsărit – d. 480 d.Hr.) a fost un matematician și filozof elenist sirian evreu.

## Biografie
Domninos de Larissa a fost, împreună cu Proclus, un elev de-al lui Sirianus.
Domninos s-ar fi abătut de la doctrinele lui Platon amestecându-le cu opiniile sale personale. Interpretările sale asupra principiilor lui Platon l-au opus lui Proclus, care a văzut declarațiile sale ca o trădare a adevăratelor principii ale platonismului..
Marino di Neapoli a scris despre rivalitatea dintre Domninos și Proclus asupra modului în care trebuie interpretată opera lui Platon: [Sirianus] ... s-a oferit să discute despre scrierile lui Orfeu și despre Oracolele Caldeene, dar Domninos dorea să discute despre orfism, iar Proclus despre Oracole, dar nu au ajuns la un acord până la moartea lui Sirianus...
Academia din Atena a ales apoi interpretarea lui Proclus în detrimentul celei a lui Domninos, iar Proclus a preluat funcția de șef al Academiei. După promovarea lui Proclus, Domninos a părăsit Atena și s-a întors la Larissa.
Se spune că, în timp ce Domninos era bolnav și tușea sânge, a început să mănânce cantități mari de carne de porc, în ciuda faptului că era evreu, deoarece un medic i-a prescris acest tratament.
Se mai spune că ar fi fost profesorul lui Asclepiodot din Alexandria, până când acesta din urmă a devenit atât de educat, încât Domninos nu l-a mai admis în compania sa.

## Lucrări
Domninos este cunoscut ca autorul unui Manual introductiv al aritmeticii, care a fost editat de Boissonade și despre care matematicianul și istoricul de științe francez Paul Tannery a scris două articole. Manualul introductiv al aritmeticii a fost o lucrare concisă și bine organizată despre teoria numerelor. Cartea vorbea despre cifre, proporții și medii. Este important, deoarece se opunea Introducerii în aritmetică (Arithmetica introductio) a lui Nicomachean, și era o revenire la doctrina lui Euclid.
Se crede, de asemenea, că Domninos a scris un pamflet intitulat Cum se poate substrage un raport dintr-un raport, care studiază operarea rapoartelor în alte forme. Bulmer-Thomas crede că pamfletul a fost scris, cel puțin parțial, de Domninos, dar Heath pune la îndoială paternitatea documentului, afirmând că, dacă nu a fost scris de Domninos, cel puțin pare să provină din aceeași perioadă în care acesta a trăit. Domninos ar fi putut, de asemenea, să fi scris o carte numită Elemente de aritmetică așa cum s-a menționat spre finalul Ghidului introductiv de aritmetică, deși nu este sigur că a scris acest text.